# Donley County
Donley County je okres ve státě Texas v USA. K roku 2010 zde žilo 3 677 obyvatel. Správním městem okresu je Clarendon. Celková rozloha okresu činí 2 416 km².